# Sara Lennman
Sara Birgitta Maria Lennman, född 8 april 1996 i Stora Malms församling, Södermanlands län, är en svensk friidrottare med specialisering på kastgrenar, främst kulstötning. Hon bor i Falun, men tävlar för stockholmsklubben Spårvägens FK. Hennes personliga rekord i kulstötning är 18,29 meter inomhus och 18,25 meter utomhus. 
I mars 2023 tog Lennman brons vid europacupen i kast efter en stöt på 17,95 meter.